# HK Dynama-Maladetchna
Le HK Dynama-Maladetchna - en biélorusse : ХК Дынама-Маладэчна - ou HK Dinamo Molodetchno - du russe : ХК Динамо-Молодечно - est un club de hockey sur glace de Maladetchna en Biélorussie.

## Historique
Le club est créé en 2014. Il évolue dans l'Ekstraliga.

## Palmarès
Aucun titre.